# Marley (nome)
Marley  è un nome proprio di persona inglese maschile e femminile.

## Varianti

### Femminile
- Marlee[1][2][5]
- Marly[1][2][6]

## Origine e diffusione
Il nome deriva dall'omonimo cognome inglese, che contiene il termine anglosassone leah, ovvero "foresta".  Incerto è però il suo significato: potrebbe significare "foresta piacevole" oppure "prato piacevole in riva al mare" oppure "foresta di confine" oppure "foresta delle martore"  oppure "pulizia della foresta" oppure ancora "prato vicino ad un lago".
Tra i nomi usati per entrambi i sessi, Marley è uno dei più diffusi negli Stati Uniti d'America. Il nome è riscontrabile non solo nei Paesi di lingua inglese, ma anche in Francia e nei Paesi Bassi.
Nelle sue varianti femminili, il nome ebbe una grande popolarità negli Stati Uniti nel 2008.
Viene usato anche come nome per gli animali domestici, in particolare per i cani.

## Onomastico
Il nome è adespota. Le persone che portano questo nome possono quindi festeggiare il proprio onomastico il 1º novembre, giorno dedicato alla festa di Ognissanti.

## Persone

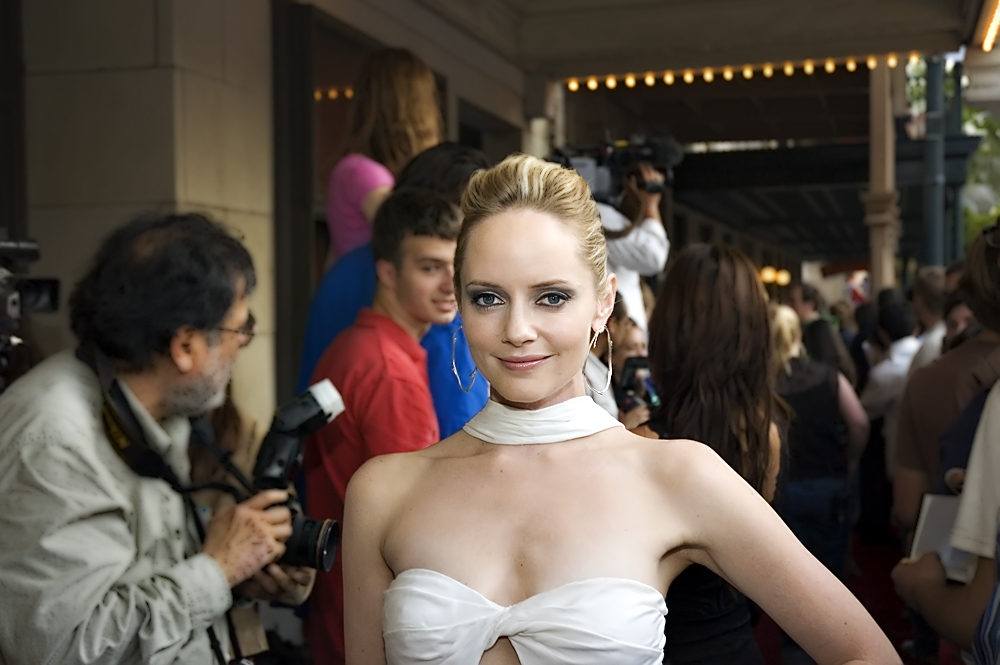
Marley Shelton

### Maschile
- Marley Marl, produttore discografico e beatmaker hip-hop statunitense
- Marley Watkins, calciatore inglese

### Femminile
- Marley Shelton, attrice statunitense

### Variante Marlee

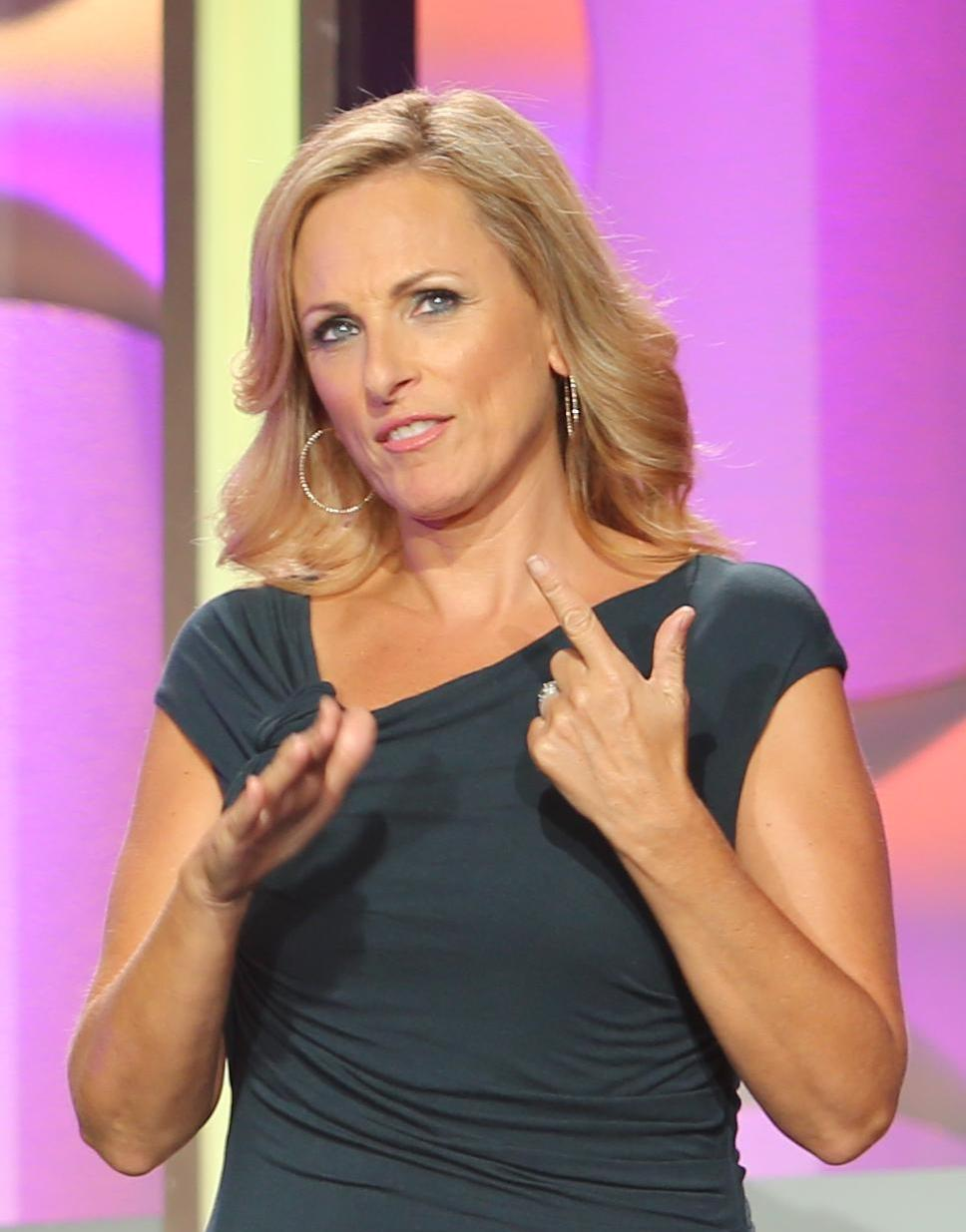
Marlee Matlin

- Marlee Matlin, attrice statunitense

## Il nome nelle arti
- Io & Marley (Marley & Me) è un romanzo autobiografico scritto nel 2005 da John Grogan[7], dal quale sono stati tratti l'omonimo film del 2008 diretto da David Frankel e con protagonisti Owen Wilson e Jennifer Aniston[8] e il film del 2011, diretto da Michael Damian Io & Marley 2 - Il terribile (Marley & Me: The Puppy Years) [9]